# Halič
Halič (in ungherese Gács, in tedesco Geschatz) è un comune della Slovacchia facente parte del distretto di Lučenec, nella regione di Banská Bystrica.